# Jonas Siegenthaler
Jonas Siegenthaler (* 6. května 1997) je profesionální švýcarský hokejový obránce momentálně hrající v klubu New Jersey Devils v severoamerické lize NHL.
Siegenthalerův otec je Švýcar, matka je Thajka. Je prvním hráčem v NHL, který má thajský původ a občanství.

## Hráčská kariéra
S hokejem začínal v rodném Curychu v klubech GCK Lions a v mateřském ZSC Lions. V sezóně 2013/14 debutoval v National League A, nejvyšší švýcarské lize. V rocer 2015 byl draftován ve 2. kole z celkové 57. pozice klubem Washington Capitals. 30. července 2015 s Washingtonem podepsal tříletou vstupní nováčkovskou smlouvu. V ZSC Lions zůstal i nadále na hostování. Sezónu 2016/17 strávil v zámoří ve farmářském klubu Hershey Bears.
Z farmy byl Washingtonem povolán 8. listopadu 2018 a svůj debut v NHL prožil o den později v zápase proti Columbusu. První bod si připsal o měsíc později v utkání proti Carolině, kdy přihrál na gól Alexandru Ovečkinovi.
V dubnu 2021 byl vyměněn do týmu New Jersey Devils.

Se švýcarskou reprezentací získal stříbrnou medaili na mistrovství světa 2024. Hrál i na světových šampionátech v letech 2021, 2022 a 2023.

## Statistiky

### Klubové statistiky
| Sezóna      | Klub                | Soutěž      |     | Základní část | Základní část | Základní část | Základní část | Základní část |   | Play off | Play off | Play off | Play off | Play off |
| Sezóna      | Klub                | Soutěž      | Z   | G             | A             | B             | TM            | Z             | G | A        | B        | TM       |          |          |
| 2013–14     | GCK Lions           | NLB         | 40  | 2             | 6             | 8             | 24            | —             | — | —        | —        | —        |          |          |
| 2013–14     | ZSC Lions           | NLA         | 6   | 0             | 0             | 0             | 2             | —             | — | —        | —        | —        |          |          |
| 2014–15     | GCK Lions           | NLB         | 10  | 1             | 7             | 8             | 10            | —             | — | —        | —        | —        |          |          |
| 2014–15     | ZSC Lions           | NLA         | 41  | 0             | 3             | 3             | 39            | 18            | 0 | 2        | 2        | 4        |          |          |
| 2015–16     | ZSC Lions           | NLA         | 40  | 3             | 5             | 8             | 28            | 4             | 0 | 0        | 0        | 2        |          |          |
| 2015–16     | Hershey Bears       | AHL         | 6   | 0             | 1             | 1             | 8             | —             | — | —        | —        | —        |          |          |
| 2016–17     | ZSC Lions           | NLA         | 28  | 1             | 6             | 7             | 16            | 6             | 0 | 0        | 0        | 8        |          |          |
| 2016–17     | Hershey Bears       | AHL         | 7   | 0             | 0             | 0             | 2             | 5             | 0 | 0        | 0        | 2        |          |          |
| 2017–18     | Hershey Bears       | AHL         | 75  | 6             | 6             | 12            | 61            | —             | — | —        | —        | —        |          |          |
| 2018–19     | Hershey Bears       | AHL         | 34  | 2             | 4             | 6             | 30            | —             | — | —        | —        | —        |          |          |
| 2018–19     | Washington Capitals | NHL         | 26  | 0             | 4             | 4             | 10            | 4             | 0 | 0        | 0        | 2        |          |          |
| 2019–20     | Washington Capitals | NHL         | 64  | 2             | 7             | 9             | 43            | 7             | 0 | 0        | 0        | 0        |          |          |
| 2020–21     | Washington Capitals | NHL         | 7   | 0             | 0             | 0             | 2             | —             | — | —        | —        | —        |          |          |
| 2020–21     | New Jersey Devils   | NHL         | 8   | 0             | 0             | 0             | 2             | —             | — | —        | —        | —        |          |          |
| 2021–22     | New Jersey Devils   | NHL         | 70  | 1             | 13            | 14            | 42            | —             | — | —        | —        | —        |          |          |
| 2022–23     | New Jersey Devils   | NHL         | 80  | 4             | 17            | 21            | 44            | 11            | 1 | 2        | 3        | 8        |          |          |
| 2023–24     | New Jersey Devils   | NHL         | 57  | 1             | 8             | 9             | 20            | —             | — | —        | —        | —        |          |          |
| 2024–25     | New Jersey Devils   | NHL         | 55  | 2             | 7             | 9             | 44            | 3             | 0 | 0        | 0        | 6        |          |          |
| NLA celkově | NLA celkově         | NLA celkově | 115 | 4             | 14            | 18            | 85            | 28            | 0 | 2        | 2        | 14       |          |          |
| NHL celkově | NHL celkově         | NHL celkově | 367 | 10            | 56            | 66            | 207           | 25            | 1 | 2        | 3        | 16       |          |          |

### Reprezentační statistiky
| Rok                           | Tým                           | Soutěž                        | Z  | G | A  | B  | TM |
| ----------------------------- | ----------------------------- | ----------------------------- | -- | - | -- | -- | -- |
| 2013                          | Švýcarsko 18                  | MS-U18                        | 5  | 0 | 0  | 0  | 8  |
| 2013                          | Švýcarsko 18                  | HGC                           | 4  | 0 | 0  | 0  | 2  |
| 2014                          | Švýcarsko 18                  | MS-U18                        | 5  | 0 | 1  | 1  | 2  |
| 2015                          | Švýcarsko 18                  | MS-U18                        | 7  | 0 | 4  | 4  | 20 |
| 2015                          | Švýcarsko 20                  | MSJ                           | 6  | 0 | 1  | 1  | 8  |
| 2016                          | Švýcarsko 20                  | MSJ                           | 6  | 0 | 1  | 1  | 6  |
| 2017                          | Švýcarsko 20                  | MSJ                           | 5  | 1 | 5  | 6  | 2  |
| 2021                          | Švýcarsko                     | MS                            | 7  | 0 | 1  | 1  | 6  |
| 2022                          | Švýcarsko                     | MS                            | 8  | 1 | 4  | 5  | 4  |
| 2023                          | Švýcarsko                     | MS                            | 5  | 2 | 0  | 2  | 0  |
| 2024                          | Švýcarsko                     | MS                            | 9  | 0 | 4  | 4  | 4  |
| 2025                          | Švýcarsko                     | MS                            | 9  | 1 | 3  | 4  | 6  |
| Juniorská reprezentace celkem | Juniorská reprezentace celkem | Juniorská reprezentace celkem | 38 | 1 | 12 | 13 | 48 |
| Seniorská reprezentace celkem | Seniorská reprezentace celkem | Seniorská reprezentace celkem | 38 | 4 | 12 | 16 | 20 |